# 李華新
李 華新（り かしん、リ ファシン、簡体字: 李华新; 繁体字: 李華新; 拼音: Lǐ Huáxīn、英語: Li Huaxin、1957年4月 - ）は、中華人民共和国の外交官。既婚、一児の父。
1983年より、中華人民共和国外交部西アジア北アフリカ局の職員。1984年より、中華人民共和国駐イラク共和国大使館の職員、随員（アタッシェ Attaché）。1988年より、外交部西アジア北アフリカ局の随員、三等書記官、二等書記官。1994年より、中華人民共和国駐ヨルダン・ハシェミット王国大使館の二等書記官、一等書記官。1997年より、外交部西アジア北アフリカ局の一等書記官、副部長、部長。2000年より、中華人民共和国駐サウジアラビア王国大使館の参事官。2003年より、外交部西アジア北アフリカ局の副局長。2005年より、楊洪林から引き継いで中華人民共和国駐イラク共和国大使。2007年より、陳曉東を後任に据えた上で、中華人民共和国駐シリア大使。2011年より、外交部西アジア北アフリカ局の大使、外交部高級外交官創新実践委員会の副主任。2013年5月より、中華人民共和国駐シドニー総領事。2016年6月より、中華人民共和国駐サウジアラビア大使。